# VM i bandy 2006
Verdensmesterskabet i bandy 2006 var det 26. VM i bandy gennem tiden, og mesterskabet blev arrangeret af Federation of International Bandy. Turneringen blev afviklet i og omkring Stockholm, Sverige i perioden 28. januar – 5. februar 2006. VM var opdelt i en A-turnering med seks hold og en B-turnering med seks hold.
Mesterskabet blev vundet af Rusland efter finalesejr over de forsvarende mestre fra Sverige på 3-2. Det var Ruslands tredje VM-titel i alt og den første siden 2001. Bronzemedaljerne gik til Finland, som besejrede de forsvarende bronzemedaljevindere fra Kasakhstan med 7-4 i bronzekampen.

## A-VM
A-VM havde deltagelse af seks hold, som først spillede en indledende runde alle-mod-alle. Sejre gav 2 point, uafgjorte 1 point, mens nederlag gav 0 point. De fire bedste hold kvalificerede sig til semifinalerne, hvor nr. 1 mødte nr. 4 og nr. 2 spillede mod nr. 3. Taberne af semifinalerne mødtes i bronzekampen, mens vinderne spillede finale om verdensmesterskabet. Holdet, der sluttede på sidstepladsen i den indledende runde, spillede kvalifikationskamp til næste års VM mod vinderen af B-VM.

### Indledende runde
| Plac. | Hold         | Kampe | + Mål − | Point |
| ----- | ------------ | ----- | ------- | ----- |
| 1.    | Rusland      | 5     | 52-14   | 10    |
| 2.    | Finland      | 5     | 32-16   | 8     |
| 3.    | Sverige      | 5     | 41-14   | 6     |
| 4.    | Kasakhstan   | 5     | 31-50   | 4     |
| 5.    | Norge        | 5     | 28-36   | 2     |
| 6.    | Hviderusland | 5     | 12-66   | 0     |

### Finalekampe
| Dato        | Kamp                 | Resultat |
| ----------- | -------------------- | -------- |
| Semifinaler |                      |          |
| 4.2.        | Rusland - Kasakhstan | 13-30    |
| 4.2.        | Finland – Sverige    | 1-3      |
| Bronzekamp  |                      |          |
| 5.2.        | Kasakhstan – Finland | 4-7      |
| Finale      |                      |          |
| 5.2.        | Rusland – Sverige    | 3-2      |

## B-VM
B-VM havde deltagelse af seks hold, som først spillede en indledende runde alle-mod-alle. Sejre gav 2 point, uafgjorte 1 point, mens nederlag gav 0 point. Vinderen af B-VM's gruppespil kvalificerede sig til en oprykningskamp til A-gruppen mod nr. 6 fra A-VM. Gruppespillets nr. 2 og 3 spillede placeringskamp om 2.-pladsen, mens nr. 4 og 5 spillede placeringskamp om 4.-pladsen.

### Indledende runde
| Plac. | Hold      | Kampe | Mål±  | Point |
| ----- | --------- | ----- | ----- | ----- |
| 1.    | USA       | 5     | 50-20 | 10    |
| 2.    | Canada    | 5     | 21-40 | 8     |
| 3.    | Ungarn    | 5     | 10-16 | 6     |
| 4.    | Holland   | 5     | 07-27 | 4     |
| 5.    | Mongoliet | 5     | 04-27 | 2     |
| 6.    | Estland   | 5     | 06-22 | 0     |

### Placeringskampe
| Dato               | Kamp                | Resultat |
| ------------------ | ------------------- | -------- |
| Kamp om 4.-pladsen |                     |          |
| 4.2.               | Holland - Mongoliet | 4-3      |
| Kamp om 2.-pladsen |                     |          |
| 4.2.               | Canada - Ungarn     | 5-0      |

## Samlet rangering
| A-VM 2006 | A-VM 2006    |
| --------- | ------------ |
| Guld      | Rusland      |
| Sølv      | Sverige      |
| Bronze    | Finland      |
| 4.        | Kasakhstan   |
| 5.        | Norge        |
| 6.        | Hviderusland |

| B-VM 2006 | B-VM 2006 |
| --------- | --------- |
| 1.        | USA       |
| 2.        | Canada    |
| 3.        | Ungarn    |
| 4.        | Holland   |
| 5.        | Mongoliet |
| 6.        | Estland   |

## Kvalifikation til A-VM 2007
A-VM's nr. 6, Hviderusland, og vinderen af B-VM, USA, mødtes i en kvalifikationskamp om den sidste ledige plads ved næste års A-VM. Kampen blev vundet 3-2 af Hviderusland, som dermed sikrede sig endnu en sæson i A-gruppen.
| Dato | Kamp               | Resultat |
| ---- | ------------------ | -------- |
| 4.2  | Hviderusland - USA | 3-2      |